# Cochliopalpus fimbriatus
Cochliopalpus fimbriatus är en skalbaggsart som beskrevs av Aurivillius 1928. Cochliopalpus fimbriatus ingår i släktet Cochliopalpus och familjen långhorningar. Inga underarter finns listade i Catalogue of Life.